# 岳儲精
岳儲精（16世紀—1612年），字一愚，號斗元，山東東昌府觀城縣（在今山东莘县西南部）人。明朝政治人物。

## 生平
壬申二月初一日生，治礼记。萬曆二十二年（1594年）甲午科山東鄉試第四名舉人，二十三年（1595年）乙未科會試第二百四十二名，廷試三甲第一百五十二名進士，吏部觀政，萬曆二十四年（1596年）六月授任順天府文安縣知縣。萬曆二十七年（1599年）七月，洪水來襲，威脅堤岸，岳儲精嚴防決口，力挽狂瀾。三十一年陞刑部主事，本年丁憂。三十四年補原职，調户部，三十五年管下粮厅，三十六年天津管粮，三十七年升员外郎，三十八年官河南彰德府知府，四十年卒于官。

## 家族
曾祖岳蘭，寿官。祖岳镇魯，庠生。父岳维乔，贡士，見任平原县学训导。母李氏，封孺人。具庆下。娶劉氏，封孺人。子恒、宣、鼎。